# Efekt Roosa
Efekt Roosa (efekt zamknięcia, ang. locking-in-effect) – negatywny wpływ na podaż kredytu jaki wywołuje restrykcyjna polityka pieniężna. Wzrost rynkowej stopy procentowej wywołany zaostrzeniem warunków monetarnych powoduje spadek cen papierów wartościowych trzymanych przez banki. Mniej atrakcyjna staje się sprzedaż tych papierów w celu zdobycia środków na działalność kredytową, która z kolei będzie bardziej opłacalna ze względu na wyższe stopy procentowe. W tej sytuacji sprzedaż papierów wartościowych prowadziłaby do strat kapitałowych, dlatego ich podaż zostaje ograniczona.